# Gloria Laguna
María de la Gloria del Collado y del Alcázar (Madrid, 20 de octubre de 1878-San Sebastián, octubre de 1949), popularmente conocida como Gloria Laguna, fue una aristócrata española y XVI condesa de Requena desde 1898. Inseparable de Emilia Pardo Bazán y abiertamente lesbiana, fue socia del Ateneo de Madrid, presidenta honoraria de la organización en favor del librepensamiento Juventud Democrática, y simpatizante del Partido Liberal de Sagasta.

## Familia
Sus padres fueron María de la Concepción del Alcázar y Nero, XV condesa de Requena, XV marquesa de Sofraga, marquesa del Valle de la Paloma, XI marquesa de Tenorio y condesa de Montalvo; y Fermín del Collado y Echagüe, II marqués de la Laguna, grande de España, I vizconde de Jarafe. A los 19 años, Gloria se convirtió en la XVI condesa de Requena. En 1904 se casó con Rafael Reynoso y Queralt, marqués de Taracena, pero al mes se separaron. No tuvieron descendencia. 

## La noble rebelde
Sus modos libres e independientes le supusieron la admiración de mujeres, que imitaban sus gestos y hábitos, y la animadversión de hombres y cronistas contemporáneos. Librepensadora, inteligente, culta, fumadora y amante del cuplé, la prensa conservadora de la época la demonizaba sin que por ello ella modificara su conducta. Contaba con el apoyo de su familia, con la que asistía a toda clase de actos. Sobre ella escribieron periodistas como Alberto Insúa, Colombine, Cansinos Asséns o Juan José Soiza.

"A Gloria no se le perdona en esta sociedad hipócrita su franqueza, su independencia de carácter, su antipatía a lo vulgar, al tópico corriente."
 Concepción Gimeno de Flaquer.

En una ocasión, al asistir al Teatro de la Zarzuela, el público presente (predominantemente masculino) entendió que Laguna, abiertamente lesbiana, y una de las actrices del elenco, la tiple Emérita Esparza, se estaban mandando "ciertos gestos". Empezaron a silbar y abuchear, y Laguna se acabó marchando realizando a su vez gestos de desprecio a dichos varones. Tuvo que salir escoltada por su seguridad. En la siguiente función, no asistió a su palco, y Esparza, asustada, no quiso salir y fue sustituida. Cuando el público se enteró, lo celebró. Dos horas después, el teatro se incendió y hubo varios muertos. Aunque Laguna y Esparza fueron denunciadas como responsables del incendio, fueron absueltas en el juicio posterior.

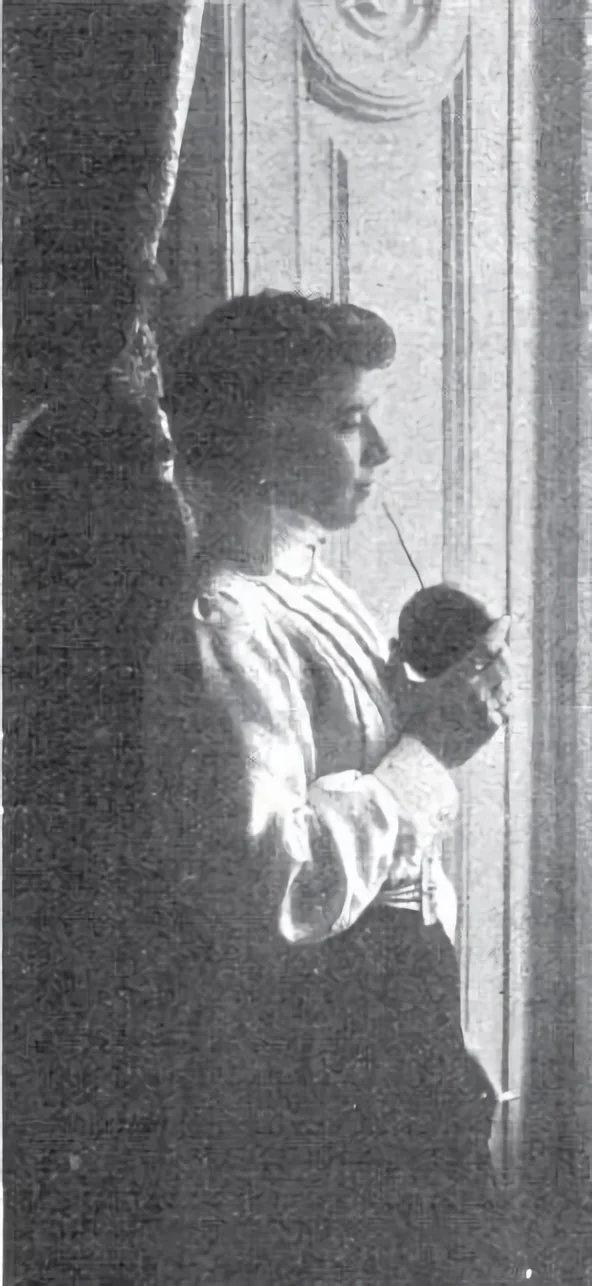
Gloria Laguna fotografiada para la revista Caras y Caretas en 1907

En 1903, Laguna se enfrentó al gobernador civil de Madrid, Juan de la Cierva y Peñafiel. El gobernador había prohibido a las mujeres llevar sus tocados a los espectáculos teatrales, por aquello de que las personas sentadas detrás de los mismos no podían ver la función en condiciones. Esto causó bastante polémica dado el carácter social de asistir a dichos eventos, y la propia Laguna lideró un movimiento para que el día antes de que la prohibición entrara en efecto las mujeres llevaran los tocados más espectaculares que tuvieran al teatro, ella incluida. La "Guerra de los sombreros" llegó al Congreso de los Diputados, se llevó por delante al gobernador civil, y el decreto fue modificado para permitir portar tocados en el teatro.
De la mano de su gran amiga Emilia Pardo Bazán, en 1906 se convirtió en la socia de número 8,131 (la séptima mujer) del Ateneo de Madrid. Cuando Pardo Bazán se convirtió en la presidenta de la sección de Literatura, Laguna estaba en la candidatura para ser la secretaria de la sección, pero no salió. En 1907 formó parte de la candidatura al Congreso "Psicalípticas liberales", liderada por Pardo Bazán, como independiente. No entró por un solo voto. Fue también presidenta honoraria de Juventud Democrática, una organización en favor del librepensamiento, y simpatizaba abiertamente con el Partido Liberal de Sagasta. Laguna también organizó tertulias en las madrugadas de Madrid en los altos de la pastelería La Favorita.
En 1912, Laguna, que pasaba bastante tiempo en Murcia, quiso honrar a la Virgen de la Fuensanta con un manto. Este manto fue realizado en París por Charles Frederick Worth, con seda proveniente de las factorías de Murcia. Cuando fue completado y Laguna anunció la donación al Cabildo de la Catedral de Murcia, los canónigos se dividieron en dos bandos: uno partidario de aceptar la donación como un gesto de acercamiento a la Iglesia, y otro partidario de no aceptar nada de una gran pecadora. Como pasaban los días y no llegaban a un acuerdo, Laguna se presentó ante ellos para reclamar su ofrenda, diciendo al obispo que se lo llevaría a su casa para usarlo de colcha. Ante esta situación, el regalo fue aceptado, aunque no sería hasta quince años después que la virgen luciría el manto.

## Últimos años y fallecimiento
Durante la Segunda República comenzó su ostracismo y dejó de acudir a actos sociales, especialmente tras la muerte de María Guerrero, y en los primeros años cuarenta solicitó donaciones y ayuda para las enfermeras de la División Azul, colaboración mal vista por el falangismo oficial. Falleció en octubre de 1949 en San Sebastián a los setenta, o setenta y un años de edad, y sus restos fueron trasladados a Madrid.
En 2017 se publicó el libro Gloria Laguna. Ingenio castizo, mito literario y lesbianismo chic, de Juan Carlos Usó.